# Dassault MD 450 Ouragan
Dassault MD 450 Ouragan (fr. huragan) – pierwszy francuski myśliwsko-bombowy samolot odrzutowy zbudowany przez firmę Dassault Aviation pod koniec lat 40.

## Historia
Ze względu na okupację Francji przez wojska hitlerowskie podczas II wojny światowej, Francuzi nie mieli możliwości prowadzenia prac badawczych nad własnymi samolotami odrzutowymi. Po zakończeniu działań wojennych Marcel Dassault postanowił podjąć prace nad pierwszym francuskim wojskowym samolotem odrzutowym, starając się doścignąć inne państwa rozwijające tego typu konstrukcje już od kilku lat. W 1947 powstał pierwszy projekt myśliwca o napędzie odrzutowym zaopiniowany pozytywnie przez rząd Francji, jednak nie podpisano kontraktu na jego dostawę. W związku z tym Marcel Dassault postanowił rozwijać projekt na własną rękę.
Prace projektowe nad maszyną, oznaczoną od inicjałów Marcela Dassault jako MD 450, rozpoczęto w grudniu 1947 roku, a jej budowę w kwietniu 1948. W czerwcu tego samego roku rząd francuski zdecydował się zamówić trzy maszyny prototypowe, z których pierwsza – nazwana Ouragan – została oblatana w lutym 1949. Maszyna ta nie posiadała jeszcze uzbrojenia oraz ciśnieniowej kabiny.
Konstrukcja samolotu MD 450 Ouragan została zainspirowana amerykańskimi maszynami, a w szczególności samolotem Republic F-84 Thunderjet o bardzo podobnej konfiguracji płatowca jako dolnopłata z kadłubem w postaci „rury” z wlotem powietrza przez otwór na dziobie, charakterystyczną kroplową osłoną kabiny i trójpodporowym podwoziem z pojedynczymi kołami. Przednia goleń podwozia składała się do tyłu a golenie podwozia głównego w kierunku kadłuba. Ouragan był mniejszy i lżejszy o ponad tonę od amerykańskiego Thunderjeta, a jego skrzydła były znacznie cieńsze – tak jak w innej amerykańskiej konstrukcji Lockheed F-80 Shooting Star. Prototypowa maszyna była napędzana silnikiem Rolls-Royce Nene 102 budowanym na licencji przez Hispano-Suiza o ciągu 22,27 kN.
Po dostarczeniu trzeciego prototypu rząd francuski zamówił 15 maszyn serii informacyjnej, które miały być wykorzystane do testów z różnymi jednostkami napędowymi, oraz różnych typów uzbrojenia, zasobników dla misji rozpoznawczych i radarów do walki w nocy. Ostatecznie zbudowano tylko 12 z zamówionych maszyn.
Jeszcze przed dostarczeniem przez wytwórnię Dassault zamówionych samolotów serii informacyjnej rząd francuski złożył pod koniec sierpnia 1950 zamówienie na 150 maszyn produkcyjnych. Początkowo obiecywano firmie Dassault zamówienie 850 samolotów, a ostatecznie na wyposażenie lotnictwa Francji weszło 350 Ouraganów.

## Zastosowanie MD 450 Ouragan

### Francja
Pierwsze produkcyjne samoloty zostały dostarczone do jednostek w 1952 roku zastępując przestarzałe De Havilland Vampire. Pierwsze 50 Ouraganów oznaczonych jako MD 450A napędzał silnik Nene 102, a resztę maszyn o symbolu MD 450B budowany przez Hispano-Suiza silnik Nene 104B o mniejszej masie i nieznacznie większej mocy. Na końcach skrzydeł maszyn zainstalowano na stałe małe zbiorniki paliwa. Uzbrojenie strzeleckie Ouraganów stanowiły cztery działka HS.404 kalibru 20 mm zamontowane w kadłubie pod wlotem powietrza. Zapas amunicji wynosił po 125 nabojów na działko. Na dwóch uchwytach pod skrzydłami można było podwiesić 1000 kg uzbrojenia, najczęściej w postaci dwóch bomb o masie 450 kg lub 16 pocisków rakietowych powietrze-ziemia Matra T-10, albo 8 pocisków i dwóch dodatkowych zbiorników paliwa o pojemności 460 litrów.
Piloci francuskich sił powietrznych Armée de l'Air ocenili samolot jako bardzo przyjemny w pilotażu i stabilny podczas odpalania uzbrojenia, ale ze względu na krótki i dość gruby kadłub maszyna miała tendencję do wpadania w korkociąg. Maksymalna prędkość maszyny na niskim pułapie wynosiła 930 km/h. Samoloty Ouragan były przez dwa lata maszynami pokazowymi zespołu akrobacyjnego francuskich sił powietrznych Patrouille de France.
Kilka maszyn produkcyjnych przystosowano do lądowania na nieutwardzonych lotniskach poprzez modyfikację podwozia głównego, w którym zainstalowano po dwa koła z niskociśnieniowym ogumieniem. Ze względu na powiększenie się zespołu kół konieczne było dobudowanie specjalnych gondoli u nasady skrzydeł mieszczących je po wciągnięciu. W maszynach tych zamontowano również spadochron hamujący. Samoloty ze zmodyfikowanym podwoziem zostały przystosowane specjalnie dla potrzeb wojny w Algierii i przezwane nowym mianem Bouragan od arabskiego słowa baroud, co znaczy bitwa, ale wkrótce zrezygnowano z tego rozwiązania przywracając je do poprzedniego stanu.
Samoloty Dassault MD 450 Ouragan nie były używane zbyt długo jako podstawowa maszyna francuskich sił powietrznych, gdyż wiosną 1955 zastąpiono je maszynami o lepszych parametrach Dassault MD 454 Mystère IVA, przeznaczając Ouragany do celów szkolnych jako samoloty do zaawansowanej nauki pilotażu.

### Indie
W 1953 Indie zamówiły 71 nowych Ouraganów z mocniejszymi silnikami Nene 105, a w późniejszym okresie dokupiły jeszcze 33 samoloty wycofane ze służby w Armée de l'Air. W siłach powietrznych Indii samolot nosił nazwę Toofani, co w języku hindi oznacza huragan. Tak samo jak w Armée de l'Air tak i w lotnictwie indyjskim, Ouragany szybko ustąpiły miejsca samolotom Mystère IVA i w 1958 zostały przeznaczone do celów treningowych.

### Izrael
W 1955 rząd egipski zamówił w Czechosłowacji radzieckie myśliwce MiG-15, którym Siły Powietrzne Izraela mogły przeciwstawić znacznie gorsze maszyny brytyjskie Gloster Meteor. W celu unowocześnienia własnego lotnictwa Izrael zamówił 24 maszyny Dassault Mystère IIC i 24 Canadair F-86 Sabre Mk 6, ale w samolotach Mystère IIC odkryto poważne wady konstrukcyjne, a Kanadyjczycy nie zdecydowali się sprzedać Izraelowi samolotów ze względu na obawę zachwiania sytuacji na Bliskim Wschodzie. W tej sytuacji podjęto decyzję o zakupie maszyn Mystère IV, które nie zostały jeszcze wprowadzone do produkcji, dlatego ostatecznie zdecydowano się na Ouragany.
Izrael zakupił 75 Ouraganów, z których 12 było maszynami nowymi, a reszta wycofanymi ze służby w Armée de l'Air. Maszyny dostarczono jeszcze w 1955 tuż przed Operacją Muszkieter i kryzysem sueskim. Ze względu na brak możliwości podjęcia równorzędnej walki z egipskimi MiGami-15, zostały przeznaczone do zadań bliskiego wsparcia piechoty, w czym znakomicie się sprawdziły. Po raz kolejny Ouragany dowiodły swej wartości podczas wojny sześciodniowej w 1967 roku. Po wprowadzeniu do służby lotnictwa Izraela nowocześniejszych maszyn Ouragany przeznaczono do zadań szkoleniowych.
W 1975 Izrael odsprzedał 18 Ouraganów Salwadorowi, gdzie służyły one do drugiej połowy lat 80.